# Aubel-Thimister-Stavelot
Aubel-Thimister-Stavelot ist ein belgisches Etappenrennen im Straßenradsport der Juniorenfahrer.
Der Wettbewerb wurde erstmals 1955 unter dem Namen Liège-La Gleize veranstaltet und trug in den Jahren 2014 bis 2017 den Namen Aubel-Thimister-La Gleize, bevor er 2018 in Aubel-Thimister-Stavelot umbenannt wurde.
Regelmäßig werden drei oder vier Abschnitte in der Wallonie ausgetragen, wobei die namensgebenden Städte Lüttich, La Gleize, Aubel, Thimister-Clermont und Stavelot zu den Etappenorten zählen.